# Sinularia gaweli
Sinularia gaweli is een zachte koraalsoort uit de familie Alcyoniidae. De koraalsoort komt uit het geslacht Sinularia. Sinularia gaweli werd in 1978 voor het eerst wetenschappelijk beschreven door Verseveldt. 